# 부차크의 늑대
부차크의 늑대(세르비아어: Вукови с Вучјака 부코비 스 부차카)는 크로아티아 독립 전쟁과 보스니아 전쟁 시기 활동했던 준군사조직이다. 보스니아 헤르체고비나의 프리예도르에서 처음 설립되었다.
오쿠차니, 야세노바츠, 노브스카 지역 전투에 참여했다. 1991년 8월에는 코자라산의 방송국 송신기를 장악하고 RTV 사라예보를 세르브인계의 방송으로 바꿔버렸다. 부차크의 늑대 지휘관인 벨코 밀란코비치는 1993년 2월 4일 중상을 입고 세르비아 군의학교로 이송되었다가 2월 14일 사망했다.
구유고슬라비아 국제형사재판소에서 열린 세르비아의 지도자 슬로보단 밀로셰비치 재판에서 한 증인은 부차크의 늑대 대원이 크닌에서 드라간 바실코비치, "드라간 대위"에게 훈련을 받았다고 증언했다.

## 같이 보기
- 세르비아의 민병대 목록